# Kaple Jména Panny Marie (Šunychl)
Kaple Jména Panny Marie v Šunychlu se nachází v okrese Karviná. Náleží pod Římskokatolickou farnost Nový Bohumín, Děkanátu Karviná, Diecéze ostravsko-opavské. Kaple byla v roce 2008 prohlášena kulturní památkou ČR.

## Historie
Filiální kaple Jména Panny Marie byla postavena v období 1906–1907. Vysvěcena byla v roce 1907. Projekt vypracoval architekt a stavitel Hrušova Anton Schiebel. Vysvěcena byla 17. listopadu 1907. Z původní kaple, která existovala do roku 1912 u statku, byl přenesen do kaple Jména Panny Marie obraz sv. Jana Nepomuckého. Povodeň v roce 1997 zasáhla kapli. Voda v kapli vystoupila do výše 1,2 m a zničila téměř všechno vnitřní vybavení. V roce 1999 proběhla generální oprava díky příspěvku fondu na odstraňování povodňových škod.
Vitráž v okně kněžiště zobrazující Pannu Marii královnu pochází z roku 2004.

## Popis
Kaple je orientovaná jednolodní zděná stavba s polygonálním uzávěrem. Vystavěna v novogotickém slohu z červeného režného zdiva (cihel), po obvodu stavby je sokl z kamenných kvádrů. Střecha je sedlová krytá plechem. Loď kaple obdélná, s rozměry 7,2 x 4,6 m, výška klenby dosahuje 6,6 m. K severní straně kněžiště je přistavěna sakristie. Boční strany lodi jsou dvouosé, okna vysoká s lomeným zakončením.

## Interiér
V lodi je lomený valený strop, v kněžišti polygonální koncha. Sakristie má plochý strop. Na hlavním oltáři byl umístěn obraz Panny Marie Czestochowské. V osmdesátých letech 20. století byl hlavní oltář nahrazen oltářní deskou s obrazem a samostatným dřevěným obětním stolem.
V kapli se nachází kovové vřetenové schodiště na kruchtu. Kruchta je dřevěná s vyřezávaným parapetem, s harmoniem Petrof. Podlaha je kachlová.

## Věž
Osově k průčelí je přistavěna hranolová věž, její výška je 11 m, je ukončena osmibokou jehlancovou střechou. Vchod v dolní části věže tvoří ústupkový portál s lomeným zakončením a rozetou v tympanonu. K vchodu vedou dva schodové stupně.
Věž byla opravována v roce 2014. Krov věže byl značně poškozen působením zatékáním a dřevokazným hmyzem. Firma Winro z Velkých Hoštic vytvořila repliku krovů s využitím zdravých částí a původních prvků.
Ve věži byly zavěšeny v roce 1932 tři zvony, které byly ulity ve zvonařské dílně Heroldů z Chomutova. Zvony o hmotnosti 206 kg a 88 kg byly 5. února 1942 rekvírovány.